# Claude-Louis Fourmont
Pour les articles homonymes, voir Fourmont.
Claude-Louis Fourmont, dit « le gros Fourmont », né le 1er mars 1707 à Cormeilles-en-Parisis et mort le 4 juin 1780, est un orientaliste et archéologue français.

## Biographie
Fils de Louis Fourmont et d'Angélique Cochon et neveu d'Étienne Fourmont et de Michel Fourmont, Claude-Louis accompagne son oncle Michel en Grèce, puis passe quatre ans en Égypte. Il a publié Description historique et géographique des plaines d’Héliopolis et de Memphis (Paris, 1755, in-12).

## Œuvres
- Voyage fait en Grèce par les Ordres du Roy et sous les auspices de Mgr le comte de Maurepas, par les abbés Étienne et Claude-Louis Fourmont, 1728-1730.
- Journal de mon voyage de l’Égypte, 1746-1747.
- Description historique et géographique des plaines d'Héliopolis et de Memphis, Paris, 1755, in-12.

## Sources
- Gustave Vapereau, Dictionnaire universal des littératures, t. 1, Hachette, Paris, 1876, p. 820.